# Rome Township (Athens County, Ohio)
Rome Township ist eines von 14 Townships des Athens Countys im US-Bundesstaat Ohio. Nach der Volkszählung im Jahr 2000 waren hier 1400 Einwohner registriert.

## Geografie
Rome Township liegt im Osten des Athens Countys im Südosten von Ohio und grenzt im Uhrzeigersinn an die Townships: Bern Township, Wesley Township im Washington County, Decatur Township (Washington County), Troy Township, Carthage Township, Lodi Township, Canaan Township und Ames Township.

## Verwaltung
Das Township wird durch ein Board of Trustees, bestehend aus drei gewählten Mitgliedern, verwaltet. Zwei Personen werden jeweils im Jahr nach der Präsidentschaftswahl gewählt und eine jeweils im Jahr davor. Die Amtszeit dauert in der Regel vier Jahre und beginnt jeweils am 1. Januar. Daneben gibt es noch einen Township Clerk (Schriftführer), der ebenfalls im Jahr vor der Präsidentschaftswahl auf eine vierjährige Amtszeit gewählt wird. Dessen Amtszeit beginnt jeweils am 1. April.